# Alberto T. Arai
Alberto T. Arai (29 de marzo de 1915 - 25 de mayo de 1959) fue un arquitecto, teórico y escritor mexicano de ascendencia japonesa.

## Biografía
Nacido en la Ciudad de México, cuarto hijo de un embajador japonés en México, Kinta Arai, Alberto T. Arai estudió también filosofía, abrazó el neokantianismo y se convirtió políticamente en un artista socialista.  Se convirtió en partidario del funcionalismo, con su énfasis en las aplicaciones sociales de la arquitectura, y también fue fundador, con Enrique Yáñez, de la Unión de Arquitectos Socialistas (1938), contribuyendo a la elaboración de una teoría socialista de la arquitectura.  Fue uno de los participantes más activos e intentó poner en práctica su teoría socialista en dos proyectos no ejecutados en el mismo año: el edificio de la Confederación de Trabajadores Mexicanos y la Ciudad Obrera de México, ambos con Enrique Guerrero y Raúl Cacho (1937  ), y su preocupación social por el proyecto del Hospital General no ejecutado (que se construirá en la ciudad de León, Gto).
Fue uno de los comisionados para tomar registros topográficos de las ruinas mayas de Bonampak, recientemente descubiertas, en una expedición organizada por el Instituto Nacional de Bellas Artes (1949).
Sus conocimientos urbanísticos le brindan la oportunidad de realizar la planificación urbana de varias ciudades a lo largo del país. También desarrolló la teoría del regionalismo arquitectónico, que intenta el aprovechamiento de los recursos materiales y atiende las necesidades humanas de cada área en particular.
Más tarde, cuando México optó por una política de desarrollo, Arai se convirtió en abanderado del nacionalismo en la arquitectura. Revaluó los materiales de construcción tradicionales, como troncos de árboles, bambú, hojas de palma y lianas, usándolos en un plan para una casa de campo que se adaptó al clima cálido y húmedo de la región de Papaloapan, y varios ensayos para mejorar el país y casas populares. El edificio de la Ciudad Universitaria, Ciudad de México, le brindó su mayor oportunidad arquitectónica cuando diseñó los "Frontones" de Ciudad Universitaria (1952). En estos utilizó la piedra volcánica de la zona con gran efecto en formas piramidales truncadas inspiradas en las pirámides precolombinas. Esta fue su contribución a la arquitectura paisajística temprana, utilizando los volcanes que rodean la vista como tema para su diseño.  Sus numerosos libros y artículos abordaron problemas conceptuales en la arquitectura y el arte mexicanos.  Su último edificio fue la casa club (Kaikan) de la Asociación Japonesa, ver comunidad japonesa de la Ciudad de México, quien se inspiró en el diseño arquitectónico del antiguo japonés y el antiguo mexicano, pero con técnicas y materiales modernos, logrando una pieza de aspecto moderno.